# Edmund Stoiber
Edmund Stoiber GCIH (Oberaudorf, 28 de setembro de 1941) é um político alemão de orientação democrata cristã. Foi líder da CSU, o partido irmão da CDU, que apenas concorre na conservadora e católica Baviera.
Foi governador do Estado Federal da Baviera, que governa a partir dos seus gabinetes em Munique.
Edmund Stoiber foi candidato ao lugar de Chanceler alemão nas eleições legislativas de 2002, que perdeu para Gerhard Schröder, após ter estado na liderança durante a campanha por vários meses (até que Schröder prometeu não apoiar uma intervenção militar contra o Saddam Hussein e ter aprovado compensações generosas para as intempéries do Outono de 2002 no leste da Alemanha - duas medidas populistas). Edmund Stoiber é católico (tal como a maioria dos Bávaros).
É casado com uma descendente de alemães sudetas e é conhecido por defender a causa deste lobby, frequentando inclusivamente suas conferências e criticando abertamente a República Checa.
Dr., foi agraciado a 13 de Agosto de 1998 com a Grã-Cruz da Ordem do Infante D. Henrique.